# Estatísticas dos membros da Comunidade dos Países de Língua Portuguesa

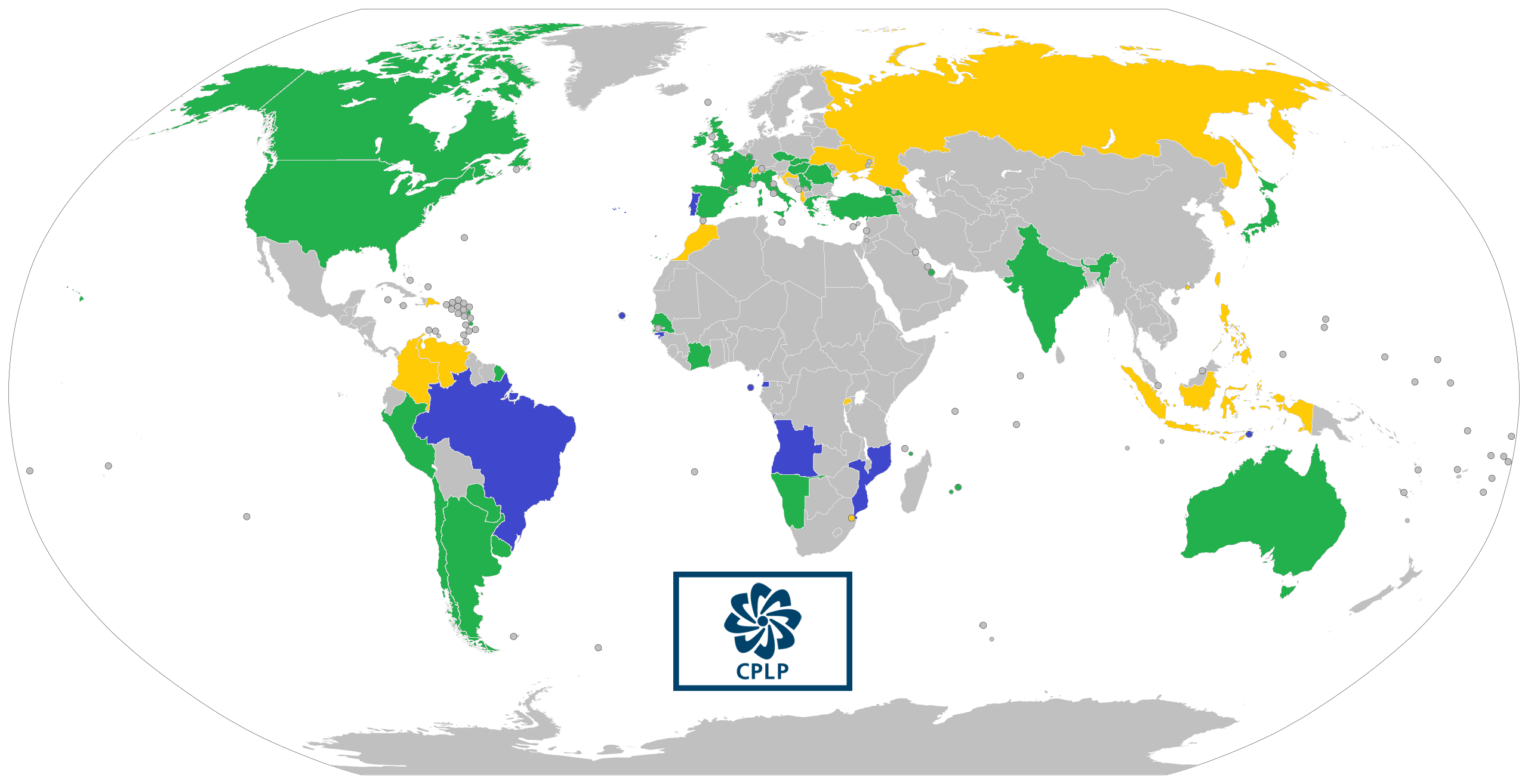
Países da CPLP.

## Área
| Nº  | País                | Área           |
| --- | ------------------- | -------------- |
| —   | Total CPLP          | 10.743.526 km² |
| 1º  | Brasil              | 8.514.877 km²  |
| 2º  | Angola              | 1.246.700 km²  |
| 3º  | Moçambique          | 801.590 km²    |
| 4º  | Portugal            | 92.391 km²     |
| 5º  | Guiné-Bissau        | 36.544 km²     |
| 6º  | Guiné Equatorial    | 28.051 km²     |
| 7º  | Timor-Leste         | 14.609 km²     |
| 8º  | Cabo Verde          | 4.033 km²      |
| 9º  | Goa                 | 3.702 km²      |
| 10º | São Tomé e Príncipe | 1.001 km²      |
| 11º | Macau               | 28,6 km²       |

## População
| Nº   | País                | População   |
| ---- | ------------------- | ----------- |
| 1º   | Brasil              | 203 080 756 |
| 2º   | Angola              | 32.866,272  |
| 3º   | Moçambique          | 31.255,435  |
| 4º   | Portugal            | 10.196,709  |
| 5º   | Guiné-Bissau        | 1.968,001   |
| 6º   | Goa                 | 1.521,875   |
| 7º   | Guiné Equatorial    | 1.402,985   |
| 8º   | Timor-Leste         | 1.318,445   |
| 9º   | Macau               | 649,335     |
| 10º  | Cabo Verde          | 555,987     |
| 11º  | São Tomé e Príncipe | 219,159     |
| ---- | Total               | 294.513,620 |

## PIB
Países por PIB 2018 (PPC) $Bilhões
1. Brasil: $3.388,962
2. Portugal: $328,252
3. Angola: $198,821
4. Moçambique: $38,679
5. Guiné Equatorial: $28,410
6. Timor-Leste: $6,470
7. Guiné-Bissau: $3,385
8. Cabo Verde: $3,983
9. São Tomé e Príncipe: $726

Regiões onde a língua portuguesa é oficial
1. Macau: $78,530
2. Goa: $11,000

## IDH 2021[1]
1. Portugal: 0,866 (38•)
2. Brasil: 0,754 (87•)
3. Cabo Verde: 0,662 (128•)
4. São Tomé e Príncipe: 0,618 (138•)
5. Timor-Leste: 0,607 (140•)
6. Guiné Equatorial: 0,596 (145•)
7. Angola: 0,586 (148•)
8. Guiné-Bissau: 0,483 (177•)
9. Moçambique: 0,446 (185•)

Regiões onde a língua portuguesa é oficial
1. Macau: 0,922 (dados de 2019)
2. Goa: 0,763 (dados de 2019)

## Esperança de vida
1. Portugal: 81,12 anos
2. Brasil: 76,3 anos
3. Cabo Verde: 71,7 anos
4. São Tomé e Príncipe: 68,8 anos
5. Timor-Leste: 60,8 anos
6. Guiné Equatorial: 51,6 anos
7. Guiné-Bissau: 44,8 anos
8. Angola: 42,7 anos
9. Moçambique: 42,1 anos

Regiões onde a língua portuguesa é oficial
1. Macau: N/D
2. Goa: N/D

## Mortalidade infantil (2014)
1. Guiné-Bissau: 90,92 / mil nasc.
2. Angola: 79,99 / mil nasc.
3. Moçambique: 72,42 / mil nasc.
4. Guiné Equatorial: 71,12 / mil nasc.
5. Timor-Leste: 38,79 / mil nasc.
6. São Tomé e Príncipe: 38,36 / mil nasc.
7. Cabo Verde: 24,28 / mil nasc.
8. Brasil: 14,01/ mil nasc.
9. Portugal: 4,48 / mil nasc.

Regiões onde a língua portuguesa é oficial
1. Macau: 3,13
2. Goa: N/D

## Alfabetização
1. Portugal: 95,4%
2. Guiné Equatorial: 94,2%
3. Brasil: 90,4%
4. São Tomé e Príncipe: 84,9%
5. Cabo Verde: 81,2%
6. Angola: 73,5%
7. Moçambique: 56,1%
8. Timor-Leste: 50,1%
9. Guiné-Bissau: 44,8%

Regiões onde a língua portuguesa é oficial
1. Macau: 96,1%
2. Goa: N/D

## Transparência Internacional
A Transparência Internacional (TI) é uma organização não-governamental que tem como principal objectivo a luta contra a corrupção.
1. Portugal: 6,3 pontos
2. Cabo Verde: 4,9 pontos
3. Brasil: 3,8 pontos
4. Moçambique: 2,8 pontos
5. São Tomé e Príncipe: 2,7 pontos
6. Timor-Leste: 2,6 pontos
7. Angola: 2,2 pontos
8. Guiné-Bissau: 2,2 pontos
9. Guiné Equatorial: 1,9 pontos

Regiões onde a língua portuguesa é oficial
1. Macau: 5,7 pontos
2. Goa: N/D

## Gastos militares
Gastos militares
1. Brasil: 34.700.000.000
2. Angola: 6.100.000.000
3. Portugal: 4.000.000.000
4. Moçambique: 86.000.000
5. Guiné-Bissau: 9.455.000
6. Cabo Verde: 7.178.000
7. Timor-Leste: 4.400.000
8. São Tomé e Príncipe: 581.700

## Emissão de Dióxido de Carbono (CO2 - kt) 2011[2]
1. Brasil: 439.413
2. Portugal: 49.725
3. Angola: 29.710
4. Moçambique: 3.282
5. Cabo Verde: 425
6. Guiné-Bissau: 246
7. Timor-Leste: 183
8. São Tomé e Príncipe: 103

Regiões onde a língua portuguesa é oficial
1. Macau: 4.72